# Дольмен Браунсхилл
Дольмен Браунсхилл (англ. Brownshill / Kernanstown Cromlech / Browneshill — от имени семейства Браун, на холме усадьбы которых он стоит, ирл. Dolmain Chnoc an Bhrúnaigh) — мегалитический дольмен, расположенный в трёх километрах на восток от Карлоу, графство Карлоу, Ирландия. Расположен у дороги R726, и виден с неё. Верхний камень дольмена весит около 100 тонн, и считается самым тяжёлым в Европе. Дольмен является историческим памятником под охраной государства.
Он был построен между 4000 и 3000 гг. до н. э. одной из групп ранних поселенцев-землевладедьцев. О дольмене известно немногое, так как вокруг него никогда не проводились раскопки.